# Каниере (озеро)
Каниере (англ. Lake Kaniere) — озеро на Южном острове Новой Зеландии.
Расположено в регионе Уэст-Кост в 30 километрах к юго-востоку от города Хокитика. Гора Грэм находится на западном берегу озера.
Площадь зеркала — 22 км². Сток озера осуществляется через реки Каниере и Хокитика, впадающие в Тасманово море.
Является популярным местом рыбалки и отдыха среди туристов.

## География
Озеро Каниере расположено в 19 километрах (12 милях) к юго-востоку от Хокитики, между двумя горными хребтами. С площадью около 15 км² (5,8 кв. миль) оно является вторым по величине после озера Бруннер среди озёр Западного побережья. Озеро ориентировано с севера на юг, имеет длину 8 км и ширину 2 км, и максимальную глубину 195 м. Гора Грэм и гора Апрайт / Те Таумата о Уеканука расположены на западном побережье озера, Тууа — на восточном. Озеро включено в 7000-акровый (70 000 000,000000 м²) живописный заповедник озера Каниере.
Дорога из Хокитики встречает северный берег озера в месте, называемом «Причал» (The Landing), и разделяется на две ветви. Дорога Дороти-Фоллс (Dorothy Falls Road) проходит вдоль всего восточного берега озера, мимо залива Ханс и водопада Дороти, до реки Стикс. Другая ветвь дороги проходит коротким путем на запад до места, называемого Санни-Байт (Sunny Bight). Четырехчасовой пеший туристический маршрут проходит вдоль западного берега озера, прежде чем соединиться с дорогой Дороти-Фоллс. Большинство домов на озере Каниере сегодня являются домами для отдыха, и имеется кемпинг Департамента охраны природы (DOC) в заливе Ханс.

## Геология
Озеро Каниере было образовано действием ледников в последнюю ледниковую эпоху 14 000 лет назад, как и многие другие озера на Западном побережье. В настоящее время оно впадает в Тасманово море на своем северном конце через реку Каниере, но в прошлом его сток был на южном конце, впадая в реку Стикс. Этот выход был заблокирован оползнем, который изменил направление потока воды на север.

## Фауна
Ручьи, впадающие в озеро, являются домом для нескольких видов местных рыб, включая обычных бычков, длинноплавниковых угрей, полосатых кокопу и гигантских кокопу. Озеро в прошлом было заполнено рыбой, и в основном содержит форель и окуня.
Многие виды местных птиц также можно найти на и вокруг озера, такие как малые цапли, черные цапли, новозеландские нырки, райские чирки и пукеко, а также, реже, серые утки. В реке Стикс на южном конце озера обитают несколько пар синих уток (whio). В окружающем лесу можно встретить желтоголовых кāкāрики, руру, ружейников, бурого ползунка, и иногда кеа.
Ранние маорийские поселенцы обнаружили большое количество кāкāпō вокруг озера.

## Флора
Заповедник озера Каниере в основном состоит из зрелых риму и считается одним из наиболее экологически значимых районов низменного леса в центральной части Западного побережья. Состав риму-леса варьируется: на равных террасах выноса он содержит рāтā (Metrosideros) и каикаваку (Libocedrus bidwillii), а на склонах больше встречается супплджек (Ripogonum scandens), кикие (Freycinetia banksii) и мира (Prumnopitys ferruginea). В более болотистых районах также присутствуют другие виды деревьев, включая маноао (Manoao colensoi), каикаваку и кахикатеа (Dacrycarpus dacrydioides).

## История

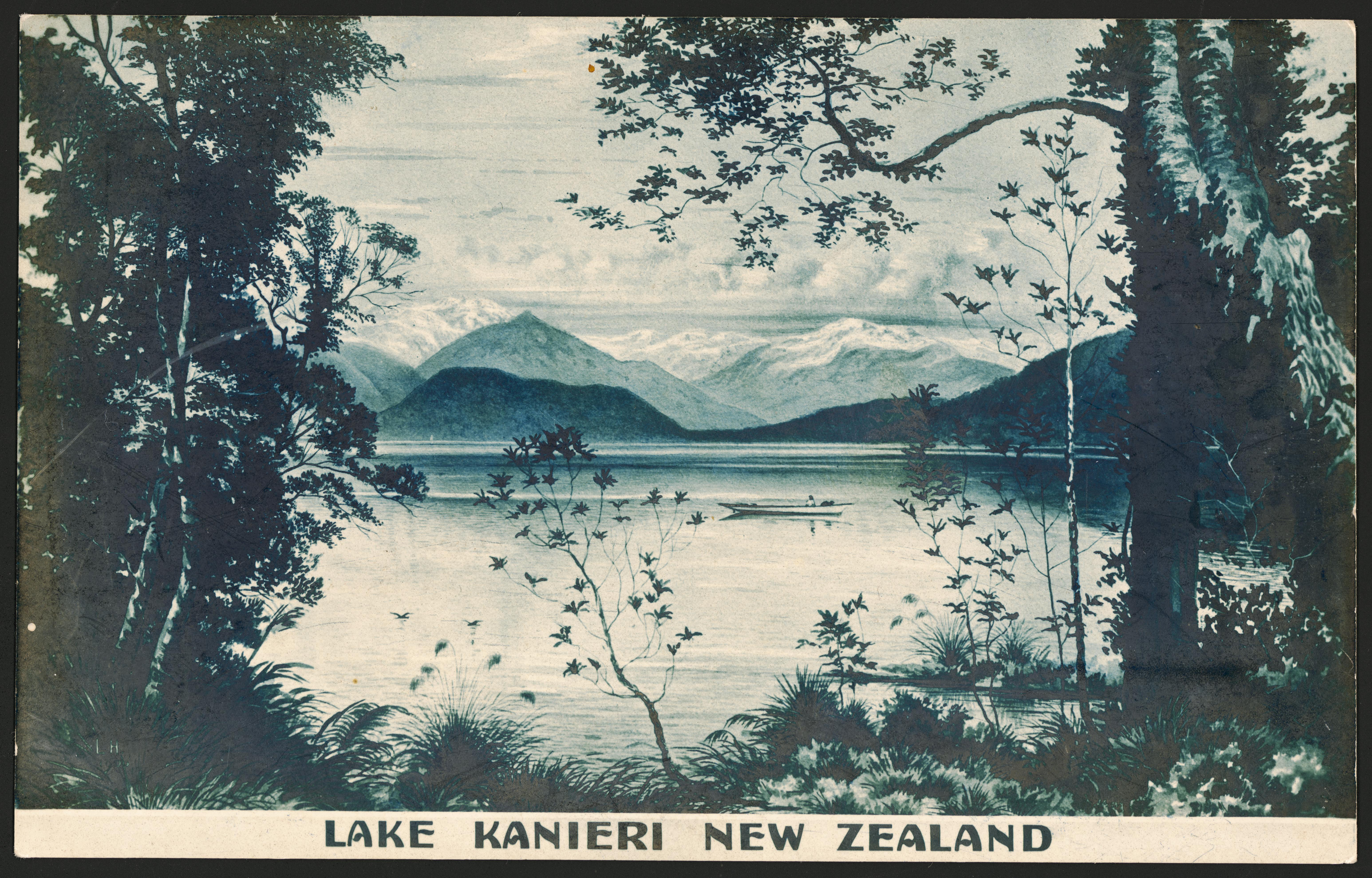
Почтовая карточка 1910 года с изображением озера Каниере, предназначенная для туристов.

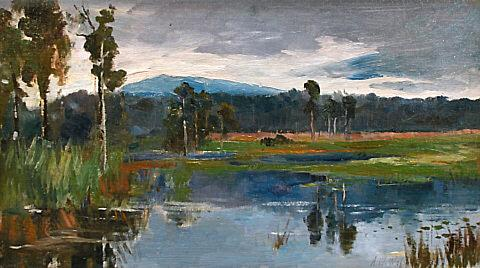
Картина Альфреда Уолша (1859—1916), новозеландского художника, изображающая озеро Каниере.

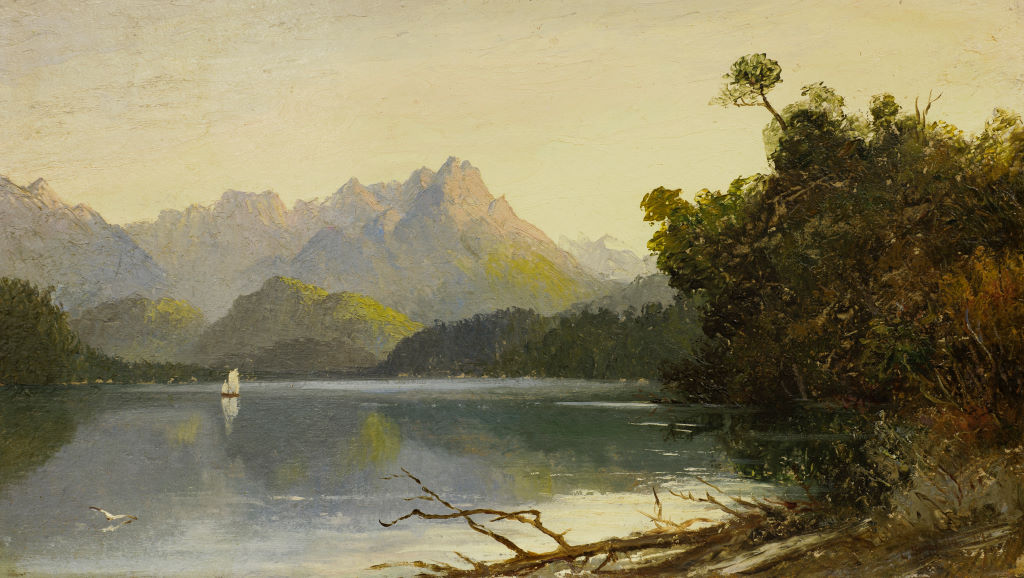
Картина Чарльза Бломфилда (1848—1926), новозеландского художника, изображающая озеро Каниере.

В доевропейские времена озеро Каниере было важным местом сбора пищи (mahinga kai) для маори, где длинноплавниковые угри и вееки были двумя из наиболее важных источников пищи в и вокруг озера.
В 1909 году на реке Каниере была построена небольшая гидроэлектростанция стоимостью £15 000 для обеспечения энергией насосного оборудования на золотом руднике Росс. Вода берется возле плотины на северном конце озера и проходит 9 км через серию туннелей и водопроводных линий к двойной электростанции, способной генерировать 520 кВт, водопроводная линия изначально использовалась для промывания золота в районе Каниере. Самый заметный из деревянных водопроводов, Джонсонов водопровод, обрушился в 1973 году и был заменен земляной линией. Гидроэлектростанция Каниере-Форкс позже снабжала энергией золотой драгу в Риму и после 1931 года исключительно генерировала энергию для Хокитики, сегодня поставляя 3,75 ГВт⋅ч в год в город. Тропа длиной 3,5 часа следует вдоль водопровода, являясь частью тропы дикой природы Западного побережья (West Coast Wilderness Trail).
Озеро Каниере является популярным местом для отдыха и досуга, где можно заниматься такими видами деятельности, как кемпинг, пикник, джет-ботинг, джет-скиинг и водный скитеинг. Оно иногда используется натуристами для плавания без одежды; В Новой Зеландии нет официальных пляжей для натуристов, поскольку общественная нагота разрешена на любом пляже. Озеро Каниере также является основным источником водоснабжения для города Хокитика.

## Примечание
1. ↑  Lake Kaniere Scenic Reserve (англ.). Department of Conservation Te Papa Atawhai. Дата обращения: 1 октября 2020. Архивировано 25 июня 2021 года.
2. 1 2 3 4 5 6  Wilson, Kerry-Jayne. West Coast Walking. A Naturalist's Guide. — Christchurch, New Zealand : Canterbury University Press, 2013. — P. 236–238. — ISBN 978-1-927145-42-5.
3. ↑  Lake Kaniere Walkway (англ.). www.doc.govt.nz. Дата обращения: 1 октября 2020. Архивировано 4 июня 2021 года.
4. ↑  Winter, Matt. Idyllic Lake Kaniere (англ.). NZ Today Magazine (22 марта 2018). Дата обращения: 1 октября 2020. Архивировано из оригинала 25 июня 2021 года.
5. 1 2  Pope, Diana. Mobil New Zealand travel guide: South Island and Stewart Island / Diana Pope, Jeremy Pope. — 3rd rev. — Wellington [N.Z.] : Reed, 1978. — ISBN 0-589-00998-2. Архивная копия от 18 октября 2021 на Wayback Machine
6. ↑  Lake Kaniere (англ.). nzfishing.com. Дата обращения: 1 октября 2020. Архивировано 25 июня 2021 года.
7. ↑  Kaniere – frigate (англ.). Torpedo Bay Navy Museum. Дата обращения: 2 октября 2020. Архивировано 11 октября 2020 года.
8. ↑  Ngāi Tahu Claims Settlement Act 1998: Schedule 31 – Statutory acknowledgement for Lake Kaniere. Дата обращения: 2 октября 2020. Архивировано 11 октября 2020 года.
9. 1 2  Riley, Cheryl. Power from the People. — Greymouth : West Coast Electric Power Trust, 2009. — P. 66–67. — ISBN 978-0-473-15728-9.
10. ↑  Kaniere Forks Power Station - McKays Creek - Kaniere Reservoir - Trustpower (англ.). www.trustpower.co.nz. Дата обращения: 1 октября 2020. Архивировано из оригинала 19 августа 2021 года.
11. ↑  Lake Kaniere | Hokitika, New Zealand Attractions (англ.). Lonely Planet. Дата обращения: 1 октября 2020. Архивировано 25 июня 2021 года.
12. ↑  Naturist Beaches - Rest of South (англ.). FreeBeaches NZ. Дата обращения: 1 апреля 2021.
13. ↑  Ceramalus v Police,  AP No 76/91 (High Court of New Zealand 1991-07-05).
14. ↑  Lake Kaniere (англ.). Westland District Council (20 августа 2014). Дата обращения: 1 октября 2020. Архивировано из оригинала 25 июня 2021 года.